# Cuauhtemoc (tlahtoani)
Cuauhtemoc, in het Spaans geschreven als Cuauhtémoc, (1502 – Hueyimollan, 26 februari 1525) was de laatste Azteekse leider (hueyi tlahtoani). De naam Cuauhtemoc betekent "neergedaalde adelaar".
Cuauhtemoc was een neef van Motecuhzoma II en van de vorige leider Cuitlahuac. Nadat Cuitlahuac was overleden aan pokken gingen er stemmen op dat Moctezuma's dochter en Cuitlahuacs echtgenote Tecuichpotzin hem zou moeten opvolgen, maar uiteindelijk werd er voor Cuauhtemoc gekozen. Wel trouwde Cuauhtemoc met Tecuichpotzin om zijn bewind te legitimeren. Hij kwam op de troon toen Tenochtitlan belegerd werd door de Spanjaarden. Hij was op dat moment 18 jaar oud.

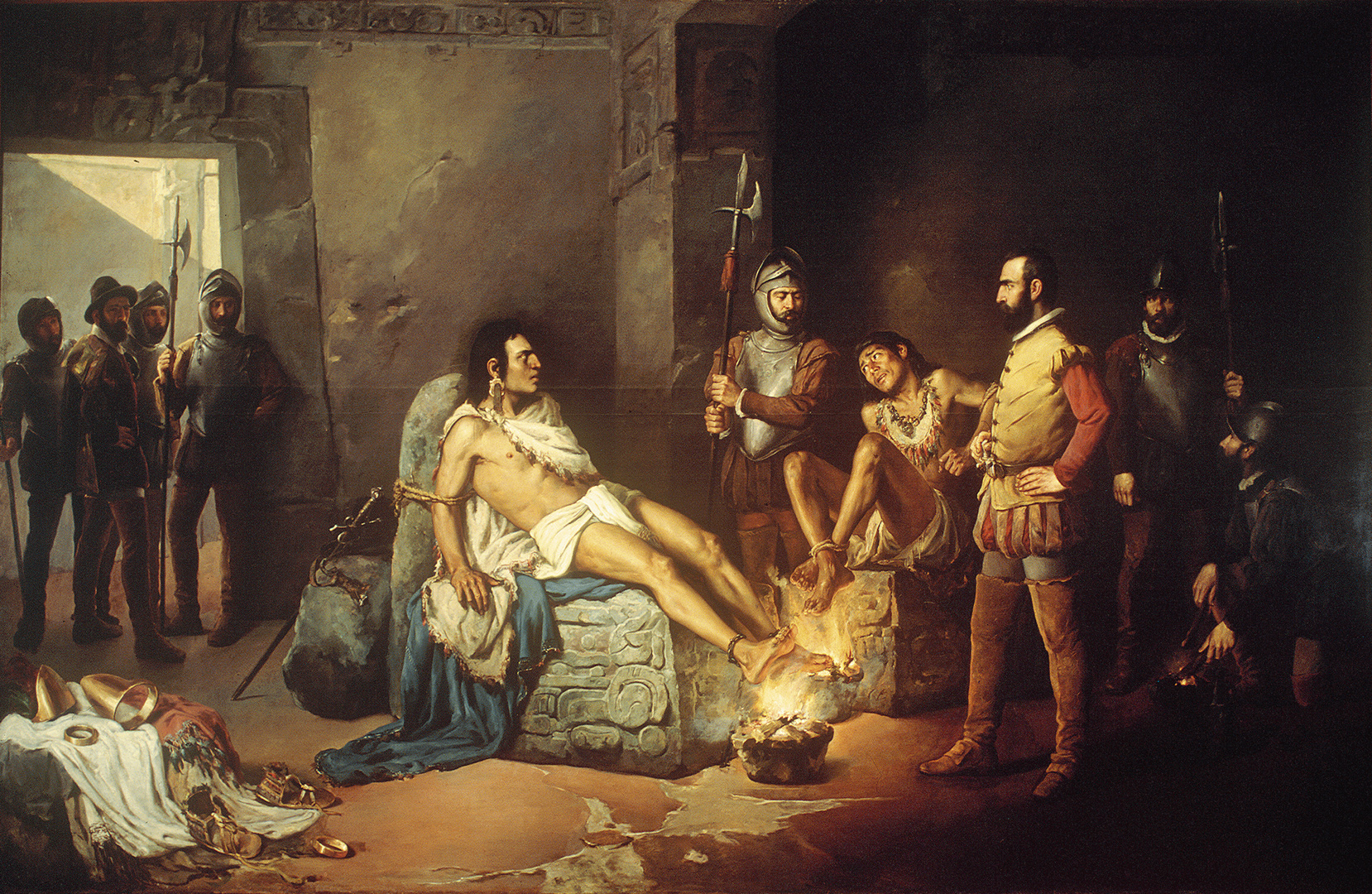
De marteling van Cuauhtémoc
(1892), Leandro Izaguirre, Museo Nacional de Arte

Op 13 augustus 1521 (volgens de Spanjaarden na een mislukte vluchtpoging) gaf hij zich over aan Hernán Cortés. Nadat hij zich had overgegeven werd hij gemarteld door de Spanjaarden, die informatie over Azteekse goudschatten wilden hebben. Later nam Cortés hem mee op zijn tocht naar Honduras. Op 26 februari 1525 werd hij in Hueyimollan, ver buiten Azteeks gebied, opgehangen.
Cuauhtemoc wordt tegenwoordig in Mexico beschouwd als een held. Cuauhtémoc is in Mexico een veel voorkomende voornaam. In Ixcateopan in de deelstaat Guerrero is een graf waar Cuauhtemoc vermoedelijk in begraven ligt.
Tenoch ·
Acamapichtli ·
Huitzilihuitl ·
Chimalpopoca ·
Itzcoatl ·
Motecuhzoma I ·
Axayacatl ·
Tizoc ·
Ahuitzotl ·
Motecuhzoma II ·
Cuitlahuac ·
Cuauhtémoc